# Trap Paris
"Trap Paris" é uma canção do rapper americano Machine Gun Kelly com participação dos rappers americanos Quavo e Ty Dolla $ign. Foi lançada em 13 de abril de 2017 pela Bad Boy e Interscope.

## Antecedentes e conceito
A música era originalmente sobre uma noite em Berlim, mas Machine Gun Kelly sentiu que "Alemanha" tinha sílabas demais, enquanto Paris era "simplesmente tão rápido". Kelly hesitou em adicionar um segundo verso à música, e como o álbum não tinha tantas colabs, ele decidiu fazer mais colaborações. Ele contatou o Quavo para uma possível colaboração. Quavo respondeu enviando seu verso. Kelly conseguiu Dolla Sign para a música depois que eles estavam em uma festa na casa de Sean Combs e trocaram números para uma colaboração. Ty gravou o refrão no dia seguinte. Esta foi a primeira vez de Kelly e Ty Dolla Sign trabalhando juntos. A música foi lançada oficialmente em 13 de abril de 2017.

## Videoclipe
O videoclipe foi lançado em 7 de junho de 2017 e foi dirigido por Ben Griffin. Até setembro de 2020, o videoclipe ja obtem quase 40 milhões de visualizações.

## Paradas musicais
| Parada (2017)             | Posição máxima |
| ------------------------- | -------------- |
| Canadá (Canadian Hot 100) | 98             |